# Feuerwehr Freiburg im Breisgau

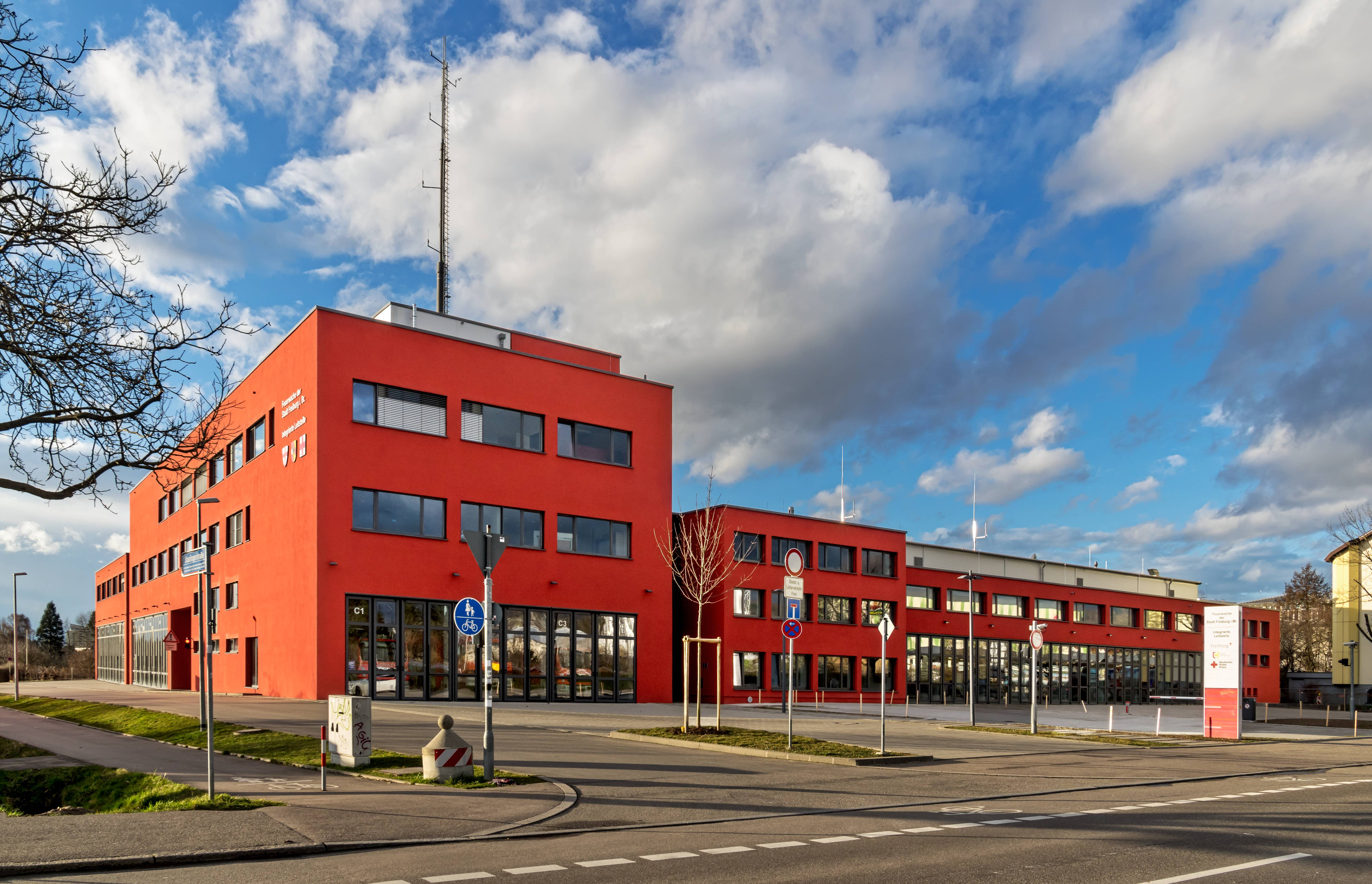
Das neue Hauptgebäude

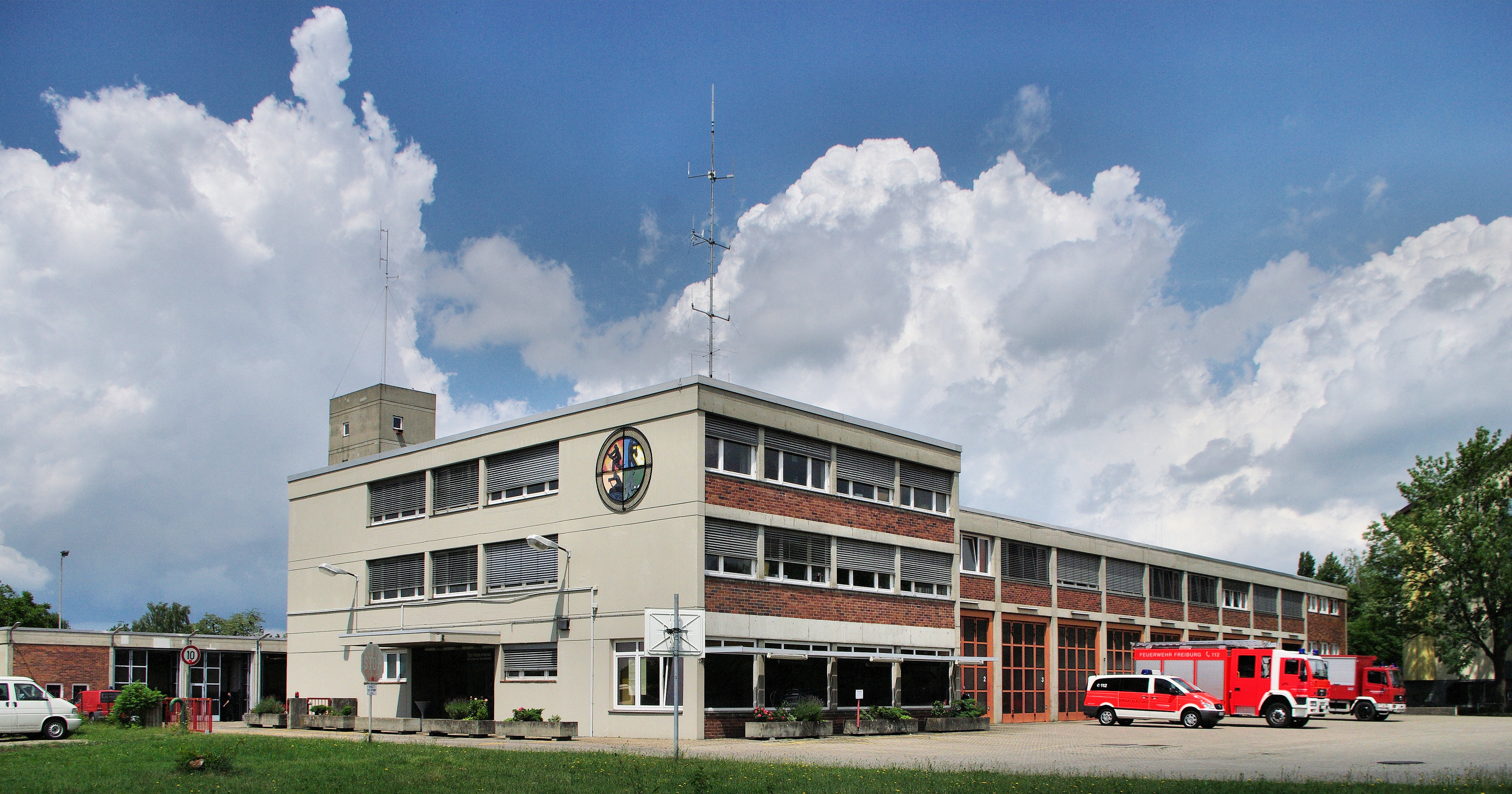
Das alte Hauptgebäude aus Richtung Eschholzstraße

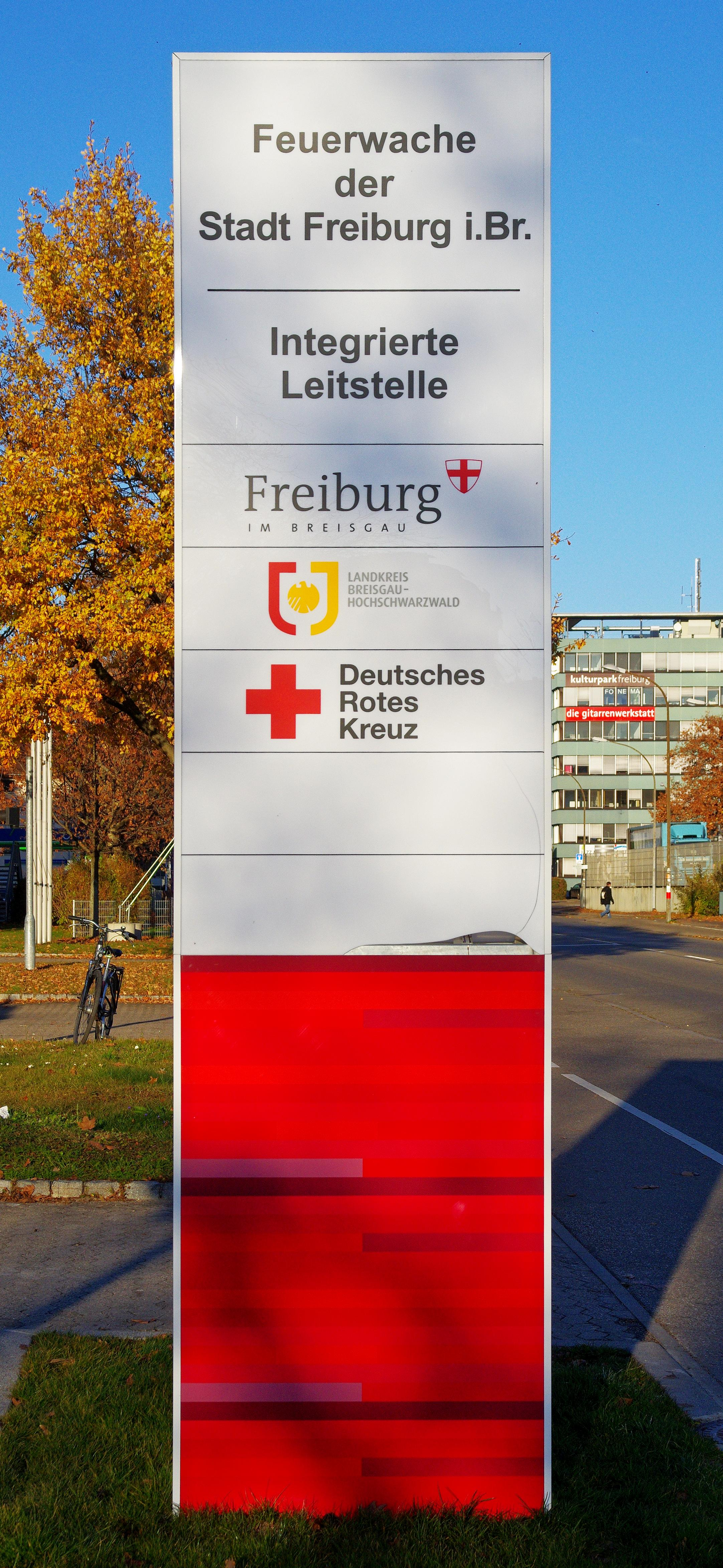
Die im Gebäude untergebrachten Organisationseinheiten

Die Feuerwehr Freiburg i. Br. ist die Gemeindefeuerwehr der Stadt Freiburg im Breisgau. Sie gliedert sich in eine Berufsfeuerwehr und 18 Einsatzabteilungen der Freiwilligen Feuerwehr, sowie einen Musikzug, eine Ehrenabteilung und eine Jugendfeuerwehr, welche aus 11 Gruppen besteht. Die Verwaltung obliegt dem Amt für Brand- und Katastrophenschutz, dessen Amtsleiter gleichzeitig der Feuerwehrkommandant ist.

## Geschichte
Nachdem sich um 1850 bundesweit erste Freiwillige Löschmannschaften gründeten, beschloss auch die Stadt Freiburg eine Freiwillige Feuerwehr aufzustellen. Nach der badischen Revolution war es jedoch zunächst schwer Bürger zu finden, die irgendeinem uniformierten und bewaffneten Korps angehören wollten. Dennoch konnten die Statuten am 1. März 1851 festgelegt und vom großherzoglichen Stadtamt bestätigt werden. Drei Wochen später wurden Uniform- und Gerätebeschaffungen bewilligt und weitere vier Tage später eine erste Löschmannschaft als Pompiercorps vom Stadtdirektor vereidigt. Bereits vier Jahre später wurde dieses Korps entwaffnet und in Feuerwehrcorps umbenannt.
Aufgrund eines starken Städtewachstums in den Jahren 1878 und 1881 wurde das Feuerwehrcorps neu organisiert und in Freiwillige Feuerwehr Freiburg in Breisgau umbenannt. Die Neuorganisation äußerte sich in der Gründung eigenständiger Kompanien in den Stadtteilen und der Berufung eines Führungsstabes.
Im Ersten Weltkrieg verlor die Feuerwehr zahlreiche Mitglieder, was durch die Abstellung von 100 Soldaten ausgeglichen werden sollte. Im Dritten Reich wurden viele Feuerwehraufgaben dem Sicherheits- und Hilfsdienst übertragen. Die Freiwillige Feuerwehr wurde kaserniert und ihre Reihen durch Zwangsverpflichtete aus der Bevölkerung verdichtet.
Nach dem Ende des Krieges wurden 1945 sowohl der Sicherheits- und Hilfsdienst als auch die Freiwillige Feuerwehr durch die französische Militärregierung aufgelöst. Stattdessen gründete man eine 50 Mann starke Berufsfeuerwehr. Bereits 1947 existierten jedoch bereits wieder kleine einsatzbereite Einheiten der Freiwilligen Feuerwehr.
In den folgenden Jahrzehnten wuchs Freiburg weiter an und die Aufgabenbereiche der Feuerwehr wurden zunehmend komplexer und vielfältiger. Deshalb wuchs auch die Feuerwehr Freiburg weiter an – zudem wurde die Ausrüstung ständig modernisiert und die Feuerwehrleute immer besser ausgebildet, bis die heutige Feuerwehr mit ihrer Hauptfeuerwache und den 15 Feuerwehrhäusern entstand.

## Organisation des Amts für Brand- und Katastrophenschutz
Das Amt für Brand- und Katastrophenschutz trägt, wie bei den meisten Berufsfeuerwehren üblich, die Amtsbezeichnung 37. Seine Amtsleitung (37.00) ist dem gesamten Amt übergeordnet. Ihr beigeordnet ist eine Stabsstelle für Controlling (37.001), ein Sekretariat (37.003) und der nicht im städtischen Stellenplan vorgesehene Stadtbrandmeister (37.002).
Das Amt für Brand- und Katastrophenschutz gliedert sich dann in 6 Abteilungen mit jeweils verschiedenen Unterabteilungen auf, die alle der Amtsleitung unterstehen:
1. Abteilung 37.10 (Einsatz und Organisation) mit den Unterabteilungen Personaleinsatz (37.101), Einsatzleitstelle, Einsatzdienst Berufsfeuerwehr, Freiwillige Feuerwehr und Regieeinheiten des Katastrophenschutzes
2. Abteilung 37.11 (Personalentwicklung und Ausbildung) mit den Unterabteilungen Ausbildung der Freiwilligen Feuerwehr (37.111) und Katastrophenschutzhelferbetreuung und Ausbildung (37.112)
3. Abteilung 37.12 (Einsatzunterstützung) mit den Unterabteilungen Zivile Verteidigung (37.121), Katastrophenschutz (37.122) und Betreuung öffentlicher Schutzräume und Trinkwassernotbrunnen (37.123)
4. Abteilung 37.20 (Technik und Ausstattung) mit den Unterabteilungen Geräteservice (37.201), Lagerverwaltung (37.202), Fahrzeugwerkstatt (37.204) und Schneiderei (37.205)
5. Abteilung 37.30 (Vorbeugender Brandschutz) mit den Unterabteilungen Baugenehmigungsverfahren (37.301) und Brandverhütungsschau/Abnahmen (37.302)
6. Abteilung 37.40 (Verwaltung) mit den Unterabteilungen Finanzierung (37.401), Kassen-/Rechnungs-/Personalwesen (37.402 und 37.403) und Schreibdienst (37.404)

### Amtsleitung
Die Amtsleitung setzt sich aus dem Amtsleiter (Ralf-Jörg Hohloch) und seinen beiden Stellvertretern (Philipp Golecki und Berthold Hauser) zusammen. Ihm obliegt die Gesamtverantwortung für das Amt für Brand- und Katastrophenschutz. Gesetzlich ist er dazu verpflichtet die Sicherheit der Bürger und der Umwelt auf den Gebieten des Brand- und Katastrophenschutzes sowie der Technischen Hilfe sicherzustellen und seine Aufgaben wirtschaftlich zu erfüllen. Der Leiter des Amts für Brand- und Katastrophenschutz ist zugleich Kommandant der Feuerwehr Freiburg.

#### Controlling
Dem Amtsleiter ist ein Controller angegliedert, der die Effizienz durch ständige Überprüfung und Optimierung von Arbeitsabläufen steigern und verbessern soll. Hierzu gehören insbesondere die Konzeption von betriebswirtschaftlichen Steuerungsinstrumenten, die Durchführung betriebswirtschaftlicher Untersuchungen, die Mitwirkung und Beratung bei organisatorischen Untersuchungen. Hinzu kommen die betriebswirtschaftliche Beratung der Amtsleitung, die Beratung und Begleitung bei der Anschaffung neuer Technologien und sonstigen Beschaffungsmaßnahmen (insbesondere Wirtschaftlichkeitsberechnungen und Leistungsvergleiche). Er entwickelt die Kosten- und Leistungsrechnung weiter und führt diese durch und kann zudem von der Amtsleitung mit Sonderaufgaben und Projekten betraut werden.

### Einsatz und Organisation
Die Abteilung Einsatz und Organisation ist unter anderem dafür zuständig, dass Einsätze reibungslos ablaufen können. Hierzu gehört die Erstellung, Aktualisierung und Umsetzung von Alarm- und Ausrückeordnungen, die Feststellung des Personalbedarfs und Sicherstellung der zahlenmäßigen Einsatzbereitschaft der Berufsfeuerwehr durch Neueinstellungen, Dienst- und Urlaubsplanung. Ferner erarbeitet sie Fahrzeugkonzepte, plant und überwacht die Zusammenarbeit von Berufsfeuerwehr und Freiwilliger Feuerwehr und setzt Schwerpunkte in der Ausbildung der Einsatzkräfte. Die Feuerwehrleitstelle sowie die Wachabteilungen sind Bestandteil der Abteilung Einsatz.
In ihren Tätigkeitsbereich gehören aber auch die Organisation von abteilungsübergreifenden Angelegenheiten, die Öffentlichkeitsarbeit und die Organisationen von Veranstaltungen (z. B. Tag der offenen Tür).

### Personalentwicklung und Ausbildung
Die Abteilung Personalentwicklung und Ausbildung setzt sich aus Berufsfeuerwehrmännern zusammen, die ihre Kollegen sowie die Angehörigen der Freiwilligen Feuerwehr ausbilden. So können jährlich 20 Lehrgänge mit rund 250 Teilnehmern stattfinden. An jährlich rund 800 Terminen wird dafür gesorgt, dass Berufs-, Freiwillige und Jugendfeuerwehr immer auf aktuellstem Wissensstand bleiben. Die Ausbildungen umfassen Rechtskunde, Brandschutz, Objektkunde, Umweltschutz, ABC-Abwehr, Zivilschutz, Atem- und Körperschutz, Technische Hilfe, Kommunikations- und Führungskunde, Erste Hilfe und Sanitätsdienst, Notfallnachsorge, Fahrzeugtechnik sowie Sport- und Gesundheit.
Die Ausbildungen werden jedoch nicht nur für die Feuerwehr Freiburg selbst angeboten, sondern im Rahmen eines Regionalen-Feuerwehr-Ausbildungszentrums (RAZ) auch für die kommunalen Feuerwehren des Landkreises Breisgau-Hochschwarzwald. Dieses Zentrum befindet sich auf dem Gelände des Amts für Brand- und Katastrophenschutz des Landkreises im Gewerbepark Breisgau bei Eschbach (Markgräflerland) und besteht aus einer Brandübungsanlage und einem Lehrsaal.

### Einsatzunterstützung
Das Amt für Brand- und Katastrophenschutz hat als untere Katastrophenschutzbehörde der Stadt Freiburg die staatlichen Aufgaben des Zivilschutzes und erweiterten Katastrophenschutzes zu erfüllen. Bei Katastrophenlagen übernehmen dann das Amt für Brand- und Katastrophenschutz gemeinsam mit dem THW, der Feuerwehr, der Bergwacht Schwarzwald, dem DRK, dem MHD und der Rettungshundestaffel die Katastrophenhilfe in der Stadt Freiburg. Zudem ist das Amt für Brand- und Katastrophenschutz für die Instandhaltung und Wartung folgender Katastrophenschutzeinrichtungen zuständig:

#### Schutzräume
In Freiburg existieren 4.700 Plätze in Schutzräumen. 600 am Stühlinger Kirchplatz, 480 an der Alten Pfandleihe, 1594 in der öffentlichen Sparkasse, 588 auf dem Gelände der Gewerbeschule und 1438 an der Kreuzung Im Grün / Adlerstraße. 5000 weitere befanden sich im Schlossbergstollen und waren schnell einsatzbereit, diese sind inzwischen geschlossen und befinden sich seit 2016 im Rückbau.

#### Warneinrichtungen
In Freiburg existieren 66 Sirenen, die allesamt per Funk angesteuert werden können. Sie sollen die Bevölkerung vor Gefahren warnen und auf Rundfunkdurchsagen hinweisen. Zweimal im Jahr werden die Sirenen auf ihre Funktionstüchtigkeit geprüft.

#### Trinkwasserversorgung
Im Stadtgebiet von Freiburg existieren 47 Trinkwassernotbrunnen, die direkt mit dem Grundwasser verbunden sind. Beim Ausfall der öffentlichen Trinkwasserversorgung, etwa im Verteidigungsfall, kann die Bevölkerung mit Wasser aus diesen Brunnen, die vom öffentlichen Trinkwassernetz vollkommen unabhängig sind, versorgt werden.

#### Löschwasserversorgung
Ist das Hydrantennetz der Stadt Freiburg gefährdet oder zusammengebrochen, kann die Feuerwehr ca. 40 Löschwasserentnahmestellen anfahren und abpumpen, um damit Einsatzstellen zu versorgen.

### Technik und Ausstattung
Um eine ständige Einsatzbereitschaft zu gewährleisten, kümmert sich die Abteilung Technik und Ausstattung um die Verfügbarkeit und Funktionstüchtigkeit der verschiedenen Ausrüstungsgegenstände. Sie gliedert sich in die Unterabteilungen Geräteservice, die sich um (Ersatz)beschaffungen, Wartung und Reparatur von allen Ausrüstungsteilen, von Kleingeräten bis hin zu Fahrzeugen, kümmert. Um das Inventarwesen kümmert sich dagegen die Unterabteilung Lagerverwaltung, was die Aufnahme, Veränderung, Fort- und Abschreibung sowie Kontrolle der technischen Geräte umfasst.

#### Werkstätten
Die Feuerwehr Freiburg beherbergt in ihren Gebäuden 10 Werkstätten:
- Die Atemschutzwerkstatt ist für die Wartung, Prüfung und Reinigung von Atemschutzgeräten und Chemikalienschutzanzügen der Feuerwehr Freiburg sowie der Freiwilligen Feuerwehren des Landkreises zuständig.
- IT-Management
- Die Elektrowerkstatt übernimmt die Reparatur und Instandhaltung aller Elektro- und Beleuchtungsgeräte der Feuerwehr sowie die jährliche Sicherheits- und Funktionsüberprüfung aller elektronischen Geräte.
- Die Funk-Werkstatt ist für die Reparatur und Instandhaltung aller Kommunikationsmittel der Feuerwehr Freiburg zuständig.
- Die Feuerlöscher-Werkstatt übernimmt die für alle Feuerlöscher verpflichtende zweijährliche Prüfung.
- Die Kfz-Werkstatt wartet und repariert alle Feuerwehrfahrzeuge der Stadt und kann diese gegebenenfalls auch umbauen oder nachrüsten. Auch Inspektionen können hier durchgeführt werden.
- Die Schlauchwerkstatt reinigt und repariert alle Druckschläuche der Feuerwehren Freiburg und des Landkreises Breisgau-Hochschwarzwald. Zum Trocknen der Schläuche verfügt diese Werkstatt auch über einen Schlauchturm.
- Die Schlosserei fertig Teile für die Kfz-Werkstatt und baut Maschinen um.
- Die Schneiderei verwaltet und reinigt die Arbeitskleidung der Feuerwehr. Kleinere Näharbeiten können hier ebenso verrichtet werden wie kleinere Schuhreparaturen.
- Die Schreinerei verrichtet alle Holz- und kleinere Glasarbeiten für die Berufsfeuerwehr.

### Vorbeugender Brandschutz
Die Abteilung für vorbeugenden Brandschutz ist die am meisten nach außen aktive Abteilung der Feuerwehr. Gemäß der Landesbauordnung hat sie die Aufgabe als Fachbehörde Bauanträge und ähnliches zu bearbeiten, sowie brandschutztechnische Stellungnahmen abzufassen – hierzu gehört auch die Beratung von Architekten und Bauherren in Brandschutzfragen. Auch immissionsschutzrechtliche Genehmigungsverfahren nach dem Bundes-Immissionsschutzgesetz gehören zu ihrem Tätigkeitsbereich.
Bei Veranstaltungen hat diese Abteilung die Aufgabe der Prüfung und Abnahme. Auch die Brandverhütungsschauen mit dem Bauordnungsamt für kommunale Gebäude und besonders gefährdeten Anlagen fällt in ihren Arbeitsbereich. Nicht zuletzt führt diese Abteilung auch Schulungen in Kranken- und Pflegeeinrichtungen sowie Schulen und Kindergärten durch.

### Verwaltungsdienst
Der Verwaltungsdienst ist für alle Fachbereiche der Feuerwehr Freiburg zuständig und bearbeitet zudem Schadensersatzansprüche und Versicherungsangelegenheiten. Seine Aufgaben lassen sich grob in drei Gruppen einteilen:
1. Der Bereich Haushaltswesen, Finanzbuchhaltung, Kosten- und Leistungsrechnung umfasst die Haushaltsangelegenheiten von Berufsfeuerwehr, Freiwilliger Feuerwehr, Katastrophenschutz und Ziviler Verteidigung. Hierzu gehört die Aufstellung eines Budgets und von Ansätzen für den Haushaltsplan; das Budget wird vom Verwaltungsdienst zugleich überwacht und ausgeführt. Im Bereich der Kosten- und Leistungsrechnung hat der Verwaltungsdienst die Federführung. Er ist außerdem zuständig für das Finanzberichtswesen. Ferner gehören Kostenersatzforderungen und die Bearbeitung von Landeszuwendungen in seinen Tätigkeitsbereich.
2. Der Bereich Kassenwesen umfasst die Haushaltsmittelbewirtschaftung im SAP-Finanzwesen, die Erstellung von Kassenanordnungen, sowie die Bewirtschaftungen von Bundes- und Landeszuwendungen. Auslagen- und Aufwandsentschädigungen an die Freiwillige Feuerwehr werden ebenfalls vom Verwaltungsdienst erledigt.
3. Im Bereich Personalwesen ist die Verwaltungsabteilung für die Geschäftsführung in Personalangelegenheiten zuständig. Deshalb wirkt sie bei allen Personalangelegenheiten, wie Einstellungen und Ernennungen mit.

## Berufsfeuerwehr

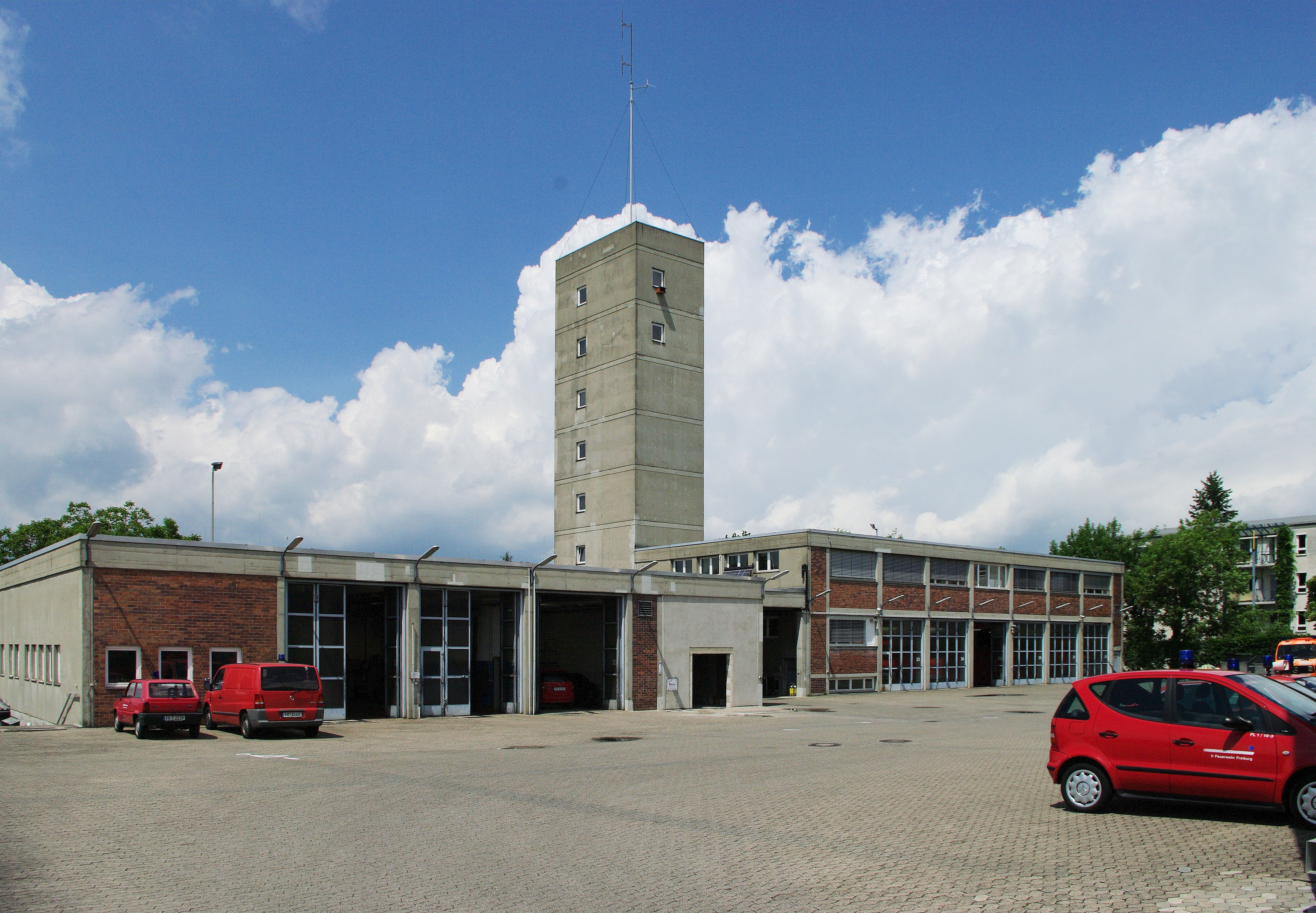
Schlauch- und Übungsturm, Betriebshof

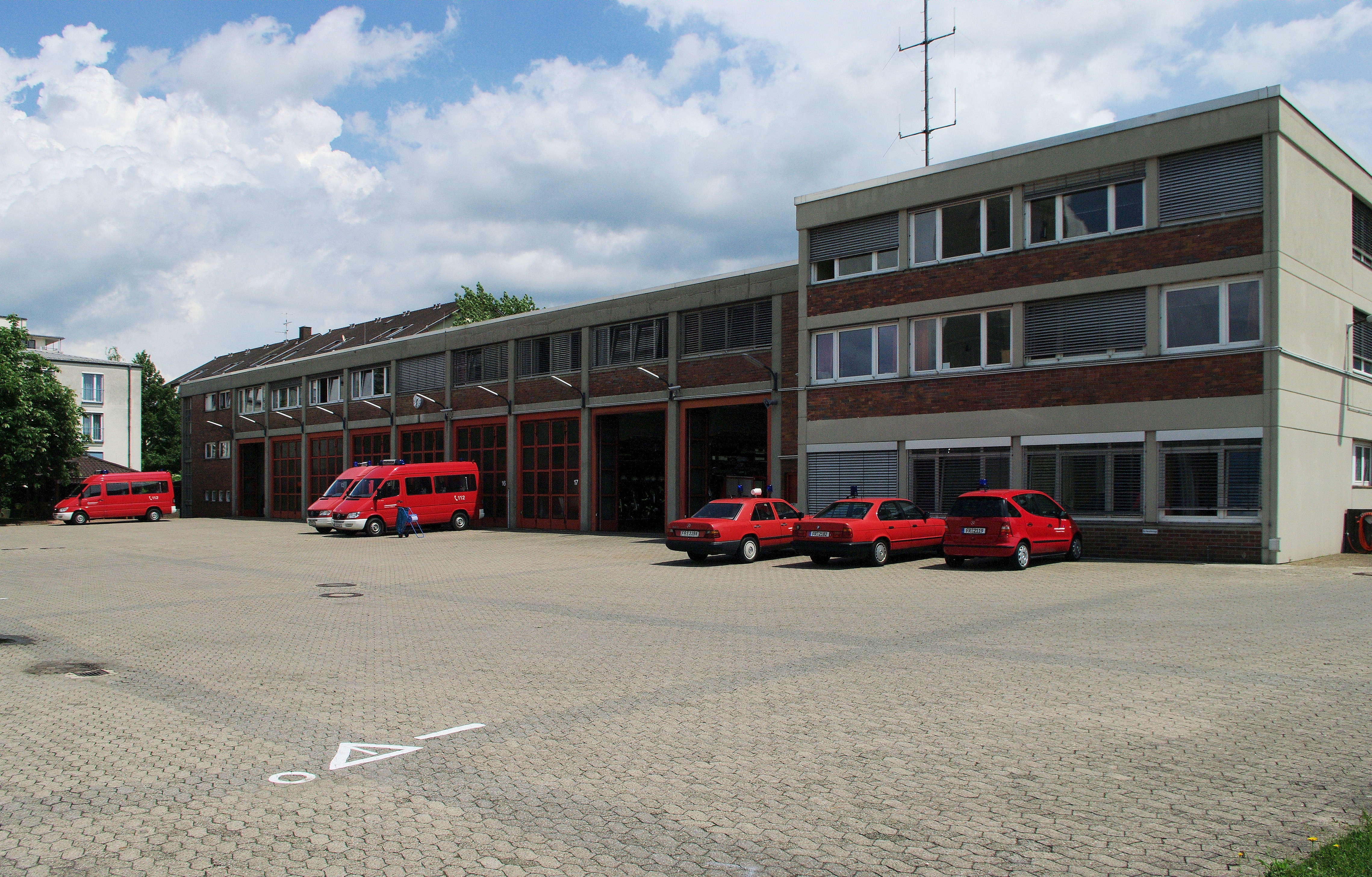
Hauptgebäude Rückansicht mit Teilen des Betriebshofs

Die Berufsfeuerwehr gliedert sich in den Direktionsdienst, den Leitstellendienst und den Einsatzdienst.

### Direktionsdienst
Der Direktionsdienst setzt sich aus dem Amtsleiter und den Abteilungsleitern und stellvertretenden Abteilungsleitern zusammen. Bei größeren Schadenslagen hat der Direktionsdienst die Gesamteinsatzleitung zu übernehmen.

### Leitstellendienst
Im Leitstellendienst sind je zwei Beamte in Wechselschicht tätig, was bedarfsweise jederzeit aufgestockt werden kann. Sie besetzen die Feuerwehrleitstelle, bei der alle Notrufe über die Telefonnummer 112 und über aufgeschaltete Brandmeldeanlagen der kreisfreien Stadt Freiburg und des Landkreises Breisgau-Hochschwarzwald eingehen. Die Leitstelle übernimmt dann die Lenkung der Einsatzkräfte im Stadtkreis – die Freiwilligen Feuerwehren im Landkreis werden von ihr alarmiert, koordinieren ihre Einsätze dann jedoch selbst. Die Leitstelle unterhält zudem eine ständige Querverbindung zum Rettungsdienst, zur Polizei und den Energieversorgungsunternehmen.

### Einsatzdienst
Der Einsatzdienst besteht aus ca. 100 feuerwehrtechnischen Beamtinnen und Beamten, deren Hauptaufgabe das Ausrücken zu den täglichen Einsätzen ist. Sie sind in drei Wachabteilungen gegliedert, die sich im Schichtdienst abwechseln und so sicherstellen, dass rund um die Uhr 20 Feuerwehrbeamte für die Bürgerinnen und Bürger im Dienst sind. In der täglichen Einteilung hat jeder eine zuvor festgelegte Funktion. Die Einsatzkräfte besetzen dann, je nach Einsatzlage, den Löschzug, Rüstzug, Gefahrstoffzug oder andere Sonderfahrzeuge. So lange keine Einsätze oder Aus-/Fortbildungen anstehen, gehen diese Beamten an allen Wochentagen in den Werkstätten ihren erlernten Berufen nach.

## Freiwillige Feuerwehr
Die Freiwillige Feuerwehr umfasst rund 430 Kräfte in den Einsatzabteilungen, die ca. 350 Einsätze im Jahr bewältigen. Rund 140 Kinder und Jugendliche sind zudem in der Jugendfeuerwehr und 47 Kräfte im Musikzug tätig. Die Leitung der Freiwilligen Feuerwehr, der Jugendfeuerwehr, der Ehrenabteilung und des Musikzugs obliegt dem Stadtbrandmeister. Administrative Unterstützung bekommt er aus
dem Sachgebiet Freiwillige Feuerwehr des Amtes für Brand- und Katastrophenschutz. Er ist dem Feuerwehrkommandanten unterstellt und gegenüber den Abteilungskommandanten, dem Stadtjugendfeuerwehrwart, dem Präsidenten der Ehrenabteilung und dem Abteilungskommandanten des Musikzuges weisungsberechtigt.

### Einsatzabteilungen

#### Abteilung 02 Unterstadt
Die 28 Frauen und Männer starke Abteilung 02 (Unterstadt) ist auf der Hauptfeuerwache untergebracht. Sie übernimmt hauptsächlich Aufgaben der Brandbekämpfung und Technischen Hilfe in den Stadtteilen Haslach, Unterwiehre, Vauban und in der Gemeinde Merzhausen. Hierfür ist sie mit einem Löschgruppenfahrzeug ausgestattet. Weiterhin werden Sonderaufgaben wie die Wasserrettung an der Dreisam, die Wasserförderung über große Distanzen, mittels dem Hytrans Fire System und die Besetzung von Wechselladerfahrzeugen, übernommen.

#### Abteilung 05 Rieselfeld

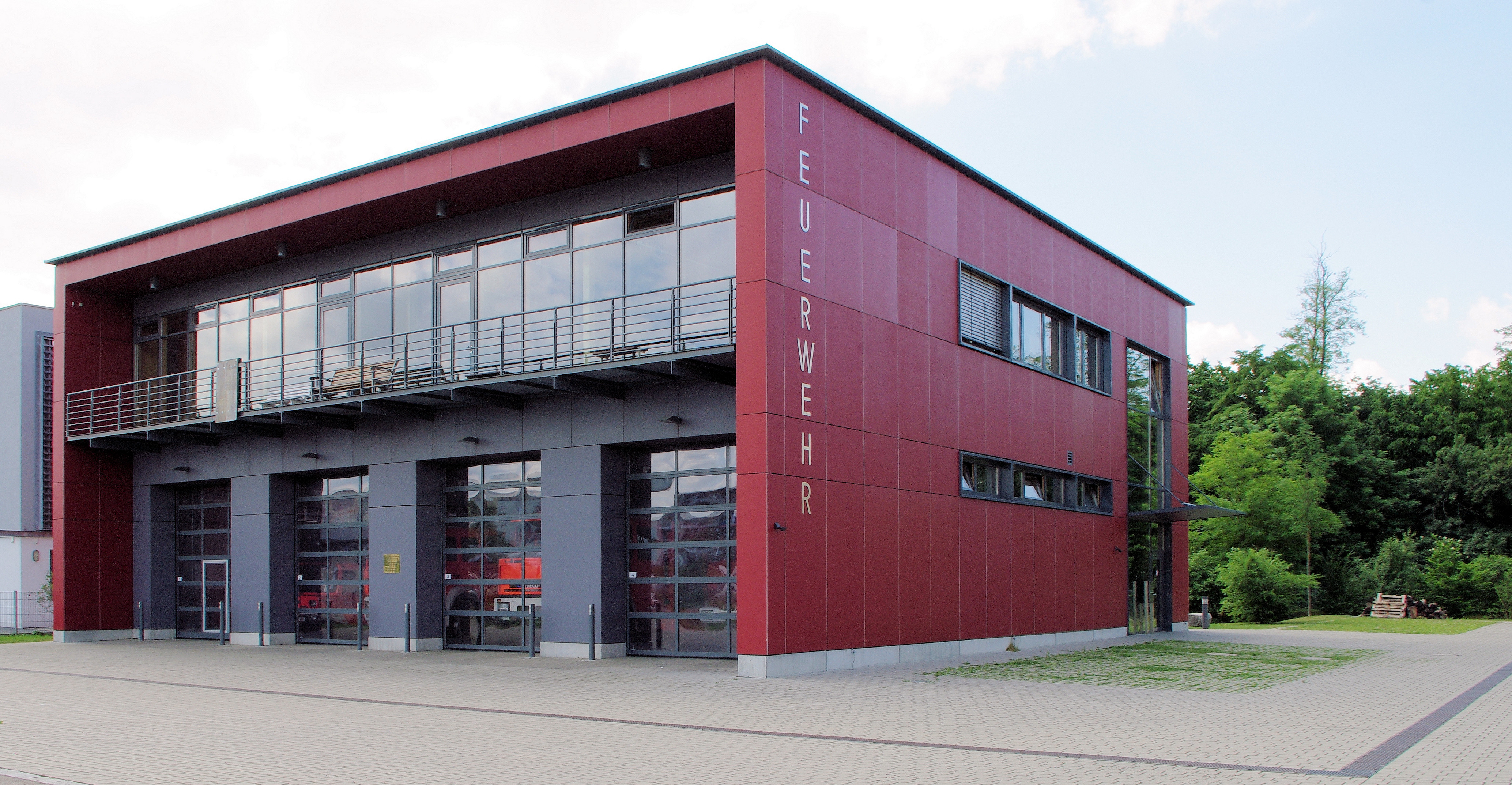
Der Neubau der Wache der Freiwilligen Feuerwehr Abteilung 5 im Neubauviertel Rieselfeld

Die 35 Mitglieder starke Abteilung 05 ist für den Brandschutz und die Technische Hilfeleistung in den Stadtteilen Rieselfeld und Weingarten sowie im nördlichen Teil des Gewerbegebiets Haid zuständig. Sonderaufgaben sind die Besetzung einer Drehleiter, Personenrettung aus Höhen und Tiefen und Atemschutznotfallrettung. Sie verfügt über 4 Einsatzfahrzeuge: 2 Löschgruppenfahrzeuge 16/12, 1 Tanklöschfahrzeug TLF 3000 sowie eine Drehleiter DLAK 23/12.
Außerdem verfügt sie über eine Jugendfeuerwehrgruppe mit 30 Mitgliedern und 8 Ausbildern.

#### Abteilung 07 Wiehre

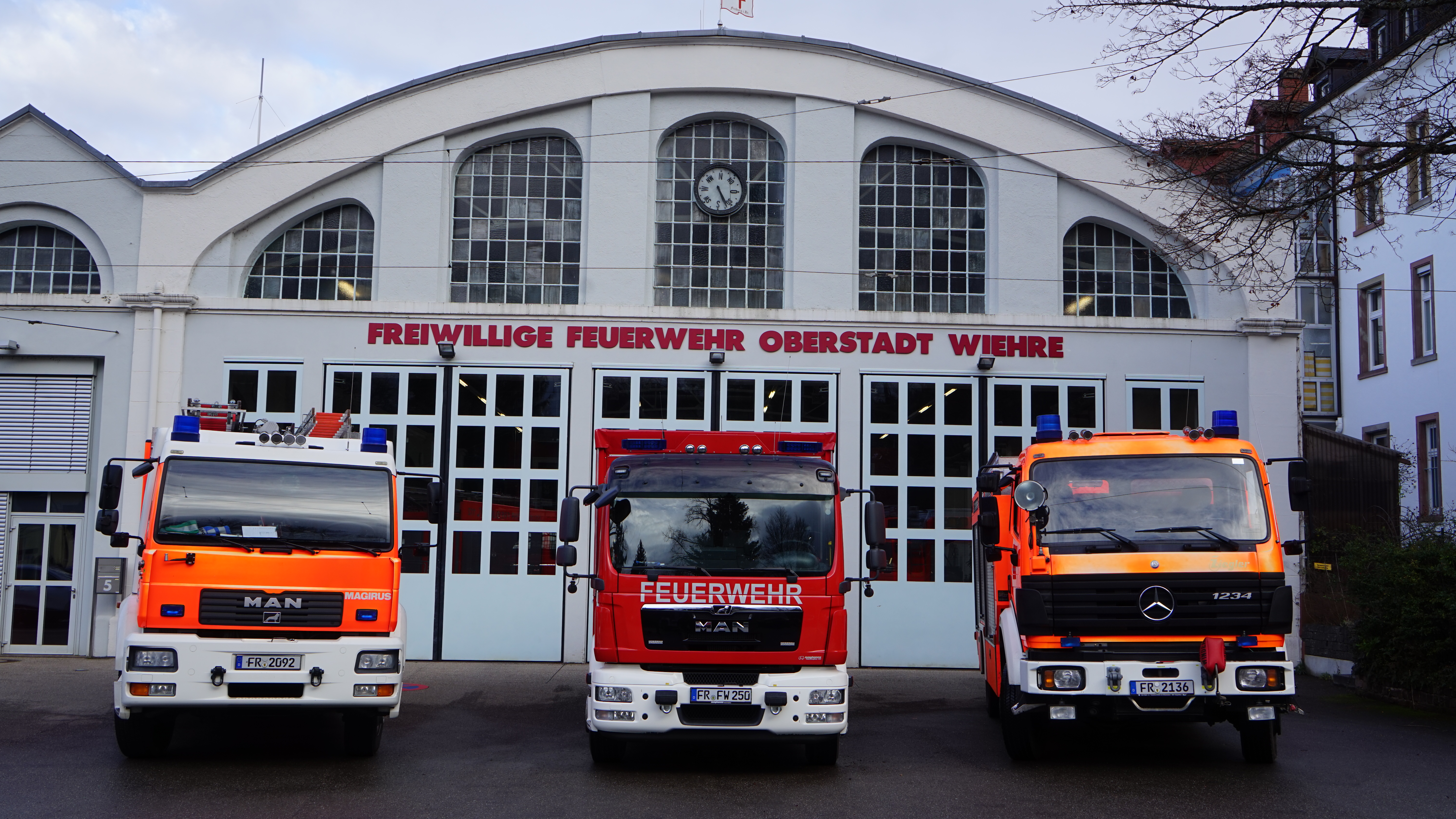
Feuerwehrhaus der Abteilung 07 Wiehre im alten Straßenbahndepot der Freiburger Verkehrs AG

Die Abteilung 07 Wiehre ist für die Stadtteile Wiehre, Waldsee, Oberau und Littenweiler verantwortlich. Von der Scheffelstraße bis zur Laßbergstraße und vom Sternwald bis zum Hirzberg fährt die 56 Mitglieder starke Freiwillige Feuerwehr Abteilung ihre Einsätze.
Untergebracht ist die Abteilung 07 Wiehre, gemeinsam mit der Abteilung 01 Oberstadt, im alten Straßenbahndepot der Freiburger Verkehrs AG in der Urachstraße 5 und beherbergt dort insgesamt sechs Fahrzeuge. Der Abteilung 07 sind hiervon ein Rüstwagen (RW 2 – 07/52), ein Hilfeleistungslöschgruppenfahrzeug (HLF – 07/46) und ein Gerätewagen Technik (Gw-T – 07/74) zugeordnet.
Die Einsatzschwerpunkte liegen bei der Technischen Hilfeleistung, Aufzugsrettung, Brandschutz, Einsatz in den Tunnelanlagen der B31 und bei der Mitwirkung im Katastrophenschutz.
Jährlich veranstaltet die Abteilung den „Blaulichttag Freiburg“, bei welchem verschiedene Hilfsorganisationen, wie Rettungsdienst, Bergwacht und Technisches Hilfswerk, ihre ehrenamtliche Arbeit zur Schau stellen.

#### Abteilung 08 Stühlinger
Für Stühlinger ist die 30 Mann starke Abteilung 08 zuständig, die mittlerweile über ein Feuerwehrhaus (zusammen mit der Abteilung 02 Stühlinger in der Hauptfeuerwache) und zwei Fahrzeuge verfügt. Besetzt werden zwei Löschgruppenfahrzeuge 10.

#### Abteilung 11 Waltershofen
Die Abteilung 11 ist für Waltershofen zuständig und umfasst 22 Einsatzkräfte, die auf ein Löschgruppenfahrzeug 10 und ein Mittleres Löschfahrzeug zurückgreifen können. Besondere Aufgabe der Abteilung 11 ist die Waldbrandbekämpfung, weshalb diese Abteilung mit Feuerpatschen und Waldbrandrucksäcken ausgestattet ist.
Mit insgesamt 14 Kindern und Jugendlichen sowie drei Ausbildern ist die Abteilung 11 auch in der Jugendfeuerwehr sehr gut aufgestellt.

#### Abteilung 12 Tiengen
Im Rahmen der Eingliederung wurde die Freiwillige Feuerwehr Tiengen als Löschzug 12, heute Abteilung 12 in die Feuerwehr der Stadt Freiburg übernommen. Als Abteilungskommandanten (früher Löschzugführer, vor Eingliederung Kommandant genannt) waren seit dem Jahr 1943 tätig: Karl Renkert, Gottlieb Schäffholz, Hans Lörch, Wilhelm Schlatter und seit 1. Januar 2014 Michael Ruf.
Im Jahr 1973 erbaute die Stadt Freiburg gemäß Eingliederungsvertrag das heutige Feuerwehrhaus mit Geräten, Mannschafts- und Ausbildungsräumen.
Die 25 Mitglieder starke Abteilung 12 ist für den Brandschutz und die Technische Hilfeleistung im Stadtteil Tiengen verantwortlich.
Zudem ist die Abteilung 12 für Verkehrsunfälle auf einem Autobahnabschnitt der nahen A 5 vorgesehen, wofür sie mit einem Rettungssatz ausgerüstet ist. Zu den Fahrzeugen der Abteilung 12 zählen ein Löschgruppenfahrzeug LF 16/12 und ein Mittleres Löschfahrzeug.
Die am 11. Februar 1992 gegründete Jugendfeuerwehrgruppe Tiengen/Munzingen hat derzeit (Dezember 2015) 21 Mitglieder und vier Ausbilder. Die Abteilung Tiengen stellt seit Dezember 2015 mit Fabian Schmiderer auch den Stadtjugendfeuerwehrwart.

#### Abteilung 14 Hochdorf

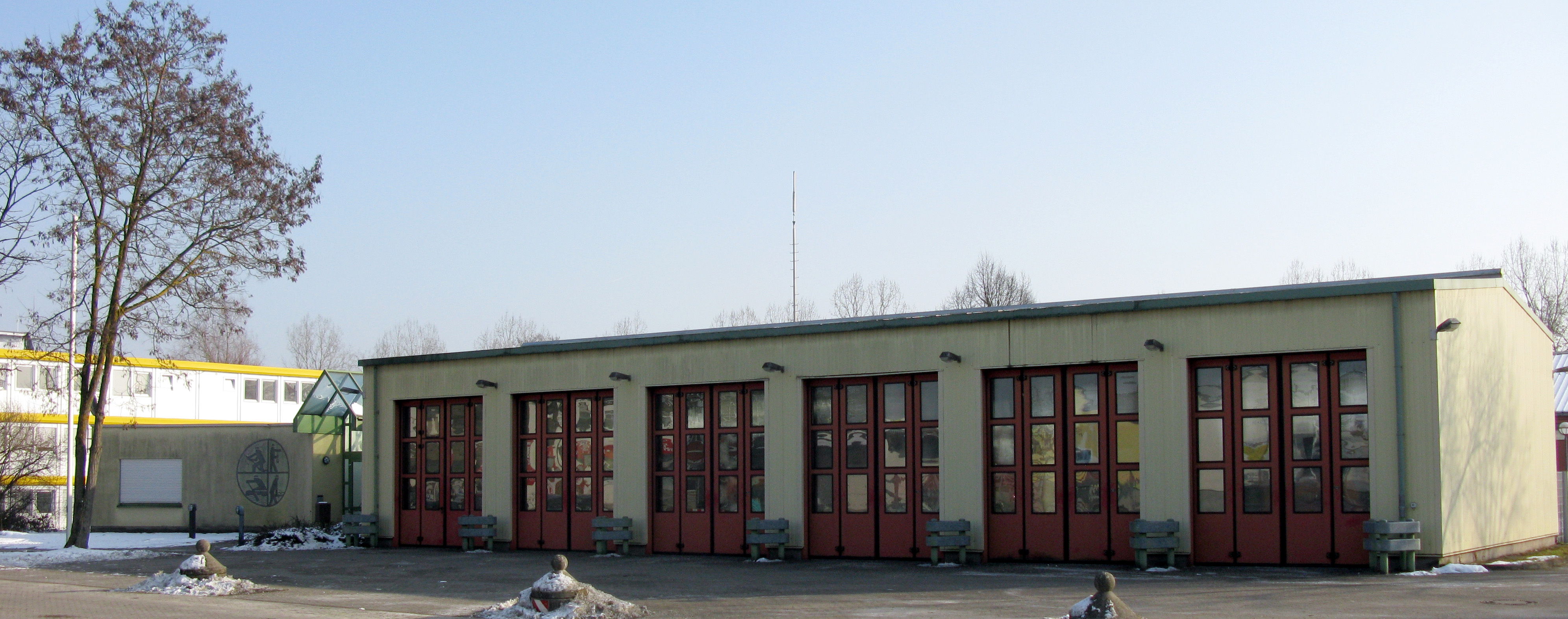
Feuerwehrhaus der Abteilung 14 (Hochdorf)

Die Abteilung 14 hat ihren Sitz in der Leinenweberstraße 3, des Gewerbegebiets Hochdorf. Mit ihren aktuell 54 Mitgliedern stellt sie aktuell die stärkste Abteilung der Freiwilligen Feuerwehr dar und bildet sich nicht nur in den Aufgaben der Brandbekämpfung und Schadensabwehr fort, sondern auch in den Sondergebieten technische Hilfeleistung Autobahn und dem Transport von Abrollbehältern mit dem Wechselladerfahrzeug. Durch den Sitz an der Anschlussstelle Nord, gehört die BAB 5 in Fahrtrichtung Teningen und Richtung Mitte zu ihren Einsatzgebieten, sowie der Zubringer B 294 zwischen Gundelfingen und Hochdorf und das Gebiet um Hochdorf. Unterstützend fährt sie bei Bedarf im gesamten Stadtgebiet.
Auch in der Jugendarbeit ist die Abteilung gut aufgestellt. Mit ihren ca. 20 Jugendlichen bringen die 9 Ausbilder den Jugendlichen, jeden Donnerstagabend zwischen 19 und 20 Uhr, den Spaß an der Feuerwehr näher und versuchen, diese für den späteren Einsatzdienst in der Freiwilligen Feuerwehr zu gewinnen.

#### Abteilung 16 Kappel
Im Rahmen der Eingemeindung der bis 1974 selbstständigen Gemeinde Kappel wurde die Freiwillige Feuerwehr Kappel als Löschzug 16 in die Freiwillige Feuerwehr der Stadt Freiburg übernommen. Später wurde sie zur heutigen Abteilung 16 – Kappel.
Die Abteilung Kappel ist neben der Berufsfeuerwehr für den Erstalarm auf dem Gebiet der ehemaligen Gemeinde Kappel und dem Stadtteil Littenweiler östlich der Lindenmattenstraße und südlich der Höllentalbahnlinie zuständig. Außerdem wird sie bei Unfällen und Bränden im Kappler- und Schützenalleetunnel mit alarmiert. An Werk- und Samstagen zwischen 6 und 18 Uhr wird sie parallel zur Abteilung Ebnet für deren Einsatzgebiet alarmiert.
Die Abteilung Kappel umfasst 20 Einsatzkräfte (2012) und ist ausgerüstet mit einem Löschgruppenfahrzeug 8/6 sowie einem Tanklöschfahrzeug 16/24-Tr.
Das Löschgruppenfahrzeug (Funkrufname Florian Freiburg 16/42) der Abteilung Kappel ist ein Allradfahrzeug der Marke IVECO und wurde im Jahr 1995 in Dienst gestellt und auf elf Tonnen aufgelastet. Außer der Normbeladung ist es ausgerüstet mit einer 4-teiligen Schiebleiter, zusätzlichem Schlauchmaterial, einer Tragkraftspritze und insgesamt sechs Pressluftatmern. Das Tanklöschfahrzeug (Funkrufname Florian Freiburg 16/21) besteht aus einem Unimog-Fahrgestell der Firma Daimler-Benz und einem Aufbau der Firma Ziegler. Es wurde im Jahr 1992 in Dienst gestellt und ist mit zusätzlichem Schlauchmaterial bestückt.

#### Abteilung 18 ABC-Zug
Die Abteilung 18 (ABC-Zug) bildet gemeinsam mit der Berufsfeuerwehr den Gefahrgutzug der Stadt Freiburg. Sie ist eine Abteilung mit einem vergleichsweise hohen Anteil von Studierenden jeglichen Fachs, obwohl Hochschulbildung keine Voraussetzung für die Mitwirkung ist. Ihre Angehörigen erhalten grundsätzlich die gleiche Ausbildung wie die Aktiven anderer Abteilungen, ergänzt durch Themensetzungen des ABC-Schutzes.
Zu den Aufgaben gehört u. a. der Nachweis und die Beseitigung von Gefahrstoffen bzw. -gütern (mitunter auch unter Chemikalienschutzanzug), die Dekontamination von Einsatzkräften sowie verletzten und unverletzten Personen (im Rahmen des Katastrophenschutzes), die Brandbekämpfung (vorrangig als zum Einsatzabschnitt erweiterter Notfallrettungstrupp in Staffelstärke) und die Technische Hilfeleistung bei Sturm und Unwetter.
Die Abteilung verfügt über ein Staffellöschfahrzeug 10/6, einen Dekontaminationslastkraftwagen Personen (ergänzt durch einen Abrollbehälter „Dekontamination von Verletzten“) und einen Abrollbehälter mit Chemikalienschutzanzügen (AB CSA) (als Nachfolger eines Gerätewagen (GW) CSA).

#### Weitere Abteilungen mit ihren Abteilungsnummern
- Oberstadt (01)
- Herdern (03)
- Zähringen (04)
- St. Georgen (06)
- Lehen (09)
- Opfingen (10)
- Munzingen (13)
- Ebnet (15)

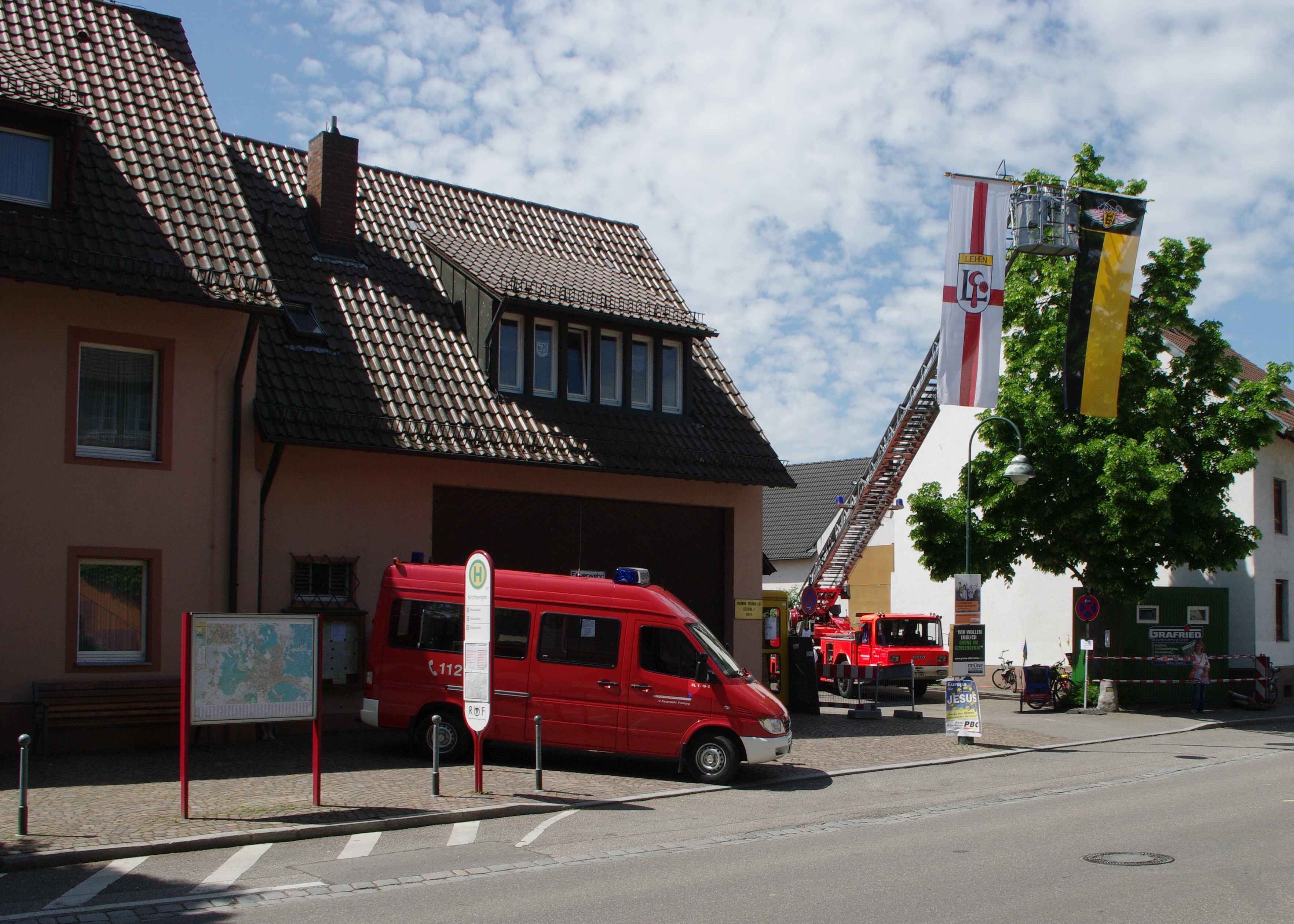
Das Feuerwehrhaus der Abteilung 09 in Lehen direkt am Rathaus, am Tag der offenen Tür 2009

- Führungsunterstützung und Logistik – FüLog (17)

### Jugendfeuerwehr
Die im Jahr 1971 gegründete Jugendfeuerwehr Freiburg besteht aus etwa 216 Jugendlichen, „26 Mädchen und 190 Jungs“, diese sind zwischen 10 und 18 Jahren alt. Mit 17 Jahren können die Jugendfeuerwehrangehörigen den Grundlehrgang für die Freiwillige Feuerwehr absolvieren und sind nach erfolgreichem Abschluss der Grundausbildung und des Atemschutzlehrganges Feuerwehrmänner/-frauen. Sie wechseln mit 18 Jahren in die entsprechende Abteilung der Freiwilligen Feuerwehr Freiburg.

### Alters-/Ehrenabteilung
Um die Kameradschaft auch nach Erreichen der Dienstaltersgrenze von 60 (BF) bzw. 65 (FF) Jahren weiter zu pflegen, existiert die Altersabteilung, die verschiedene Aktivitäten der Kameraden organisiert und den Kontakt derselben zu den aktiven Einsatzkräften aufrechterhält.

## Fahrzeuge

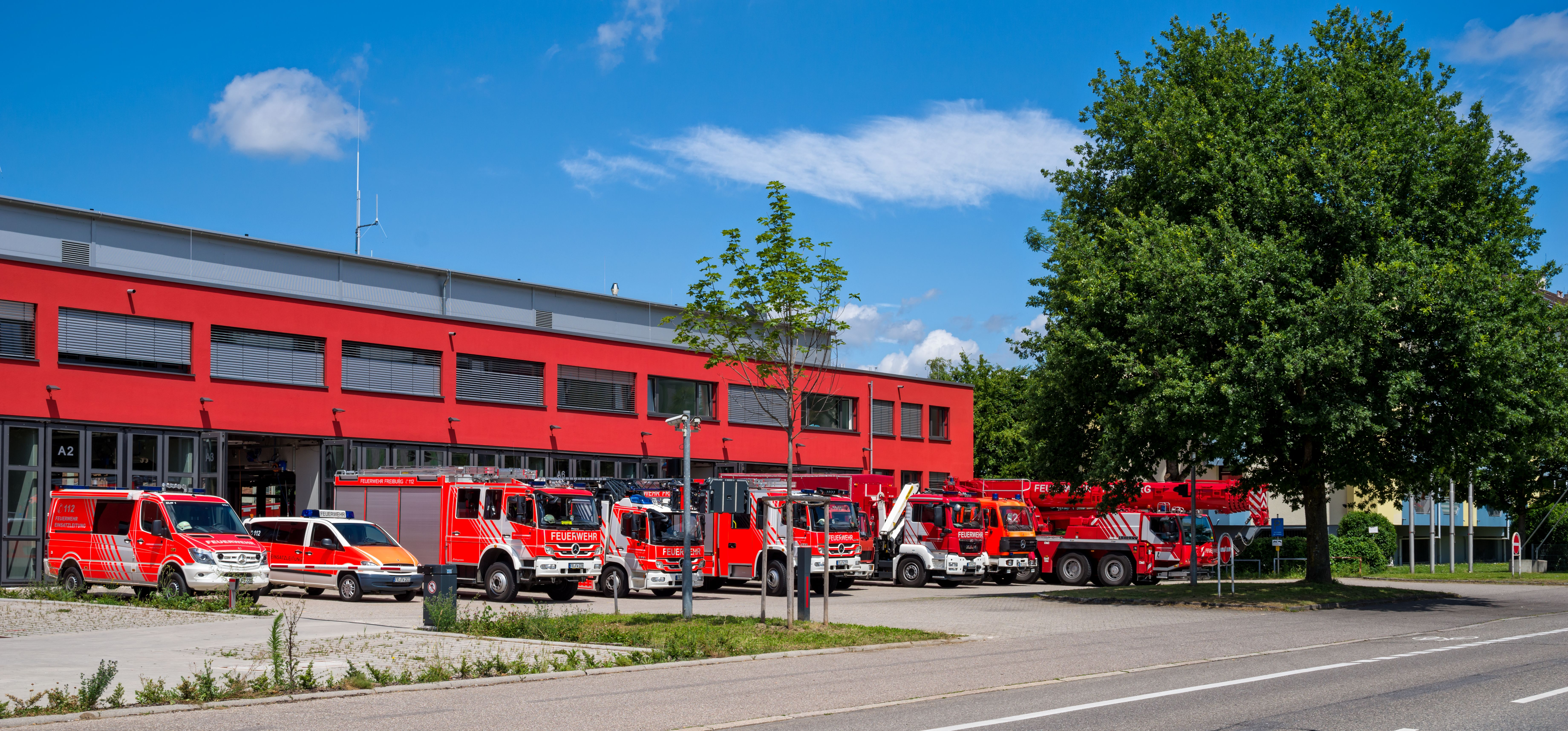
Ein Teil des Fuhrparks (2016)

Neben einer Reihe von Löschgruppenfahrzeugen, Staffellöschfahrzeugen, Mittlere Löschfahrzeugen und Tanklöschfahrzeugen zur Brandbekämpfung und zur technischen Hilfeleistung verfügt die Feuerwehr Freiburg insbesondere über drei Drehleitern, verschiedene Einsatzleit- und Kommandowagen, einen Feuerwehrkran, mehrere Rüstwagen, einen Schlauchwagen, verschiedene Gerätewagen zur technischen Hilfeleistung, einen Gerätewagen zur Tierrettung, einen Gerätewagen Gefahrgut, einen ABC-Erkundungskraftwagen, einen Dekontaminationslastkraftwagen Personen, ein Mehrzweckboot, Abrollbehälter für verschiedene Einsatzzwecke sowie mehrere Wechselladerfahrzeuge und Mannschaftstransportfahrzeuge.
| Funkrufname             | Fahrzeugtyp                       | Hersteller    | Modell               | Ausbauer           | Baujahr     | Bemerkung                                                     |
| ----------------------- | --------------------------------- | ------------- | -------------------- | ------------------ | ----------- | ------------------------------------------------------------- |
| Florian Freiburg 1/10-1 | Kommandowagen                     | BMW           | ---                  | ---                | ---         | KdoW des Amtsleiters                                          |
| Florian Freiburg 1/10-2 | Kommandowagen                     | BMW           | ---                  | ---                | ---         | KdoW des Amtsleiters v.D.                                     |
| Florian Freiburg 1/10-3 | Kommandowagen                     | Ford          | Kuga                 | Thoma              | 2016        | KdoW des Direktionsdienst                                     |
| Florian Freiburg 1/10-4 | Kommandowagen                     | Mercedes-Benz | B-Klasse             | Rauber             | ---         | Poolfahrzeug                                                  |
| Florian Freiburg 1/10-5 | Kommandowagen                     | Mercedes-Benz | A-Klasse             | ---                | ---         | Poolfahrzeug                                                  |
| Florian Freiburg 1/10-6 | Kommandowagen                     | unbekannt     | unbekannt            | ---                | ---         | ---                                                           |
| Florian Freiburg 1/10-7 | Kommandowagen                     | Mercedes-Benz | A-Klasse             | ---                | 1998        | ---                                                           |
| Florian Freiburg 1/10-8 | Kommandowagen                     | Ford          | Kuga                 | ---                | ---         | KdoW des Stadtbrandmeister v.D.                               |
| Florian Freiburg 1/10-9 | Kommandowagen                     | Volkswagen    | Golf                 | ---                | 2017        | KdoW der Abteilung Vorbeugender Brandschutz                   |
| Florian Freiburg 1/11-1 | Einsatzleitwagen 1                | Mercedes-Benz | Sprinter 419 CDI 4x4 | Esser              | 2019        | Baugleiches Fahrzeug wie von 2015, nur mit Zwillingsbereifung |
| Florian Freiburg 1/11-2 | Einsatzleitwagen 1                | Mercedes-Benz | Sprinter 316 CDI 4x4 | Esser              | 2015        | ---                                                           |
| Florian Freiburg 1/11-3 | Einsatzleitwagen 1                | Mercedes-Benz | Vito                 |                    |             | Reserve ELW                                                   |
| Florian Freiburg 1/12   | Einsatzleitwagen 2                | Mercedes-Benz | Atego 1324 L         | Binz               | 2010        | ---                                                           |
| Florian Freiburg 1/18   | Werkstattwagen                    | Mercedes-Benz | Vito 108 CDI         | Mercedes-Benz      | 2001        | ---                                                           |
| Florian Freiburg 1/19-1 | Mannschaftstransportfahrzeug      | MAN           | TGE 3.180            | Ernst + König      | 2019        | Poolfahrzeug                                                  |
| Florian Freiburg 1/19-2 | Mannschaftstransportfahrzeug      | Mercedes-Benz | Sprinter             | Ernst + König      | 2023        | Poolfahrzeug                                                  |
| Florian Freiburg 1/19-3 | Mannschaftstransportfahrzeug      | Mercedes-Benz | Sprinter             | Weschenfelder      | 2005        | Ersatzfahrzeug der Kfz-Werkstatt                              |
| Florian Freiburg 1/19-4 | Mannschaftstransportfahrzeug      | Mercedes-Benz | Sprinter             | ---                | ---         | Einsatzdienst; zieht Feuerwehrboot                            |
| Florian Freiburg 1/19-5 | Mannschaftstransportfahrzeug      | MAN           | TGE 3.180            | Rauber             | ---         | Poolfahrzeug                                                  |
| Florian Freiburg 1/19-6 | Mannschaftstransportfahrzeug      | Volkswagen    | Crafter              | Schäfer            | ---         | ---                                                           |
| Florian Freiburg 1/24   | Tanklöschfahrzeug 4000            | MAN           | TGM 18.340 4x2 BL    | Walser             | 2019        | ---                                                           |
| Florian Freiburg 1/33-1 | Drehleiterfahrzeug mit Korb 23/12 | Mercedes-Benz | Atego 1529 F         | Rosenbauer         | 2015        | ---                                                           |
| Florian Freiburg 1/33-2 | Drehleiterfahrzeug mit Korb 23/12 | Iveco         | 150 E 28             | Magirus            | 2003        | Reserve-DLK                                                   |
| Florian Freiburg 1/36   | Teleskopmast 45                   | MAN           | TGS 26.480 6x2       | Rosenbauer         | 2020        | ---                                                           |
| Florian Freiburg 1/46-1 | Hilfeleistungslöschfahrzeug 20    | MAN           | TGM 13.320 4x4       | Wiss               | 2024        | ---                                                           |
| Florian Freiburg 1/46-2 | Hilfeleistungslöschfahrzeug 20    | MAN           | TGM 13.290 4x4 BL    | Schlingmann        | 2019        | ---                                                           |
| Florian Freiburg 1/46-3 | Hilfeleistungslöschfahrzeug 20    | Mercedes-Benz | Atego 1529           | Schlingmann        | 2015        | ---                                                           |
| Florian Freiburg 1/46-4 | Hilfeleistungslöschfahrzeug 20    | Mercedes-Benz | Atego 1629           | Magirus            | 2015        | ---                                                           |
| Florian Freiburg 1/51   | Rüstwagen 1                       | Mercedes-Benz | U 1300 L             | Wackenhut          | 1988        | ---                                                           |
| Florian Freiburg 1/52   | Rüstwagen 2                       | MAN           | TGM 18.290 4x4       | Walser             | 2017        | ---                                                           |
| Florian Freiburg 1/54   | Gerätewagen Gefahrgut             | MAN           | TGM 15.290 4x2 LL    | Gimaex             | 2016        | ---                                                           |
| Florian Freiburg 1/59-1 | Gerätewagen 1                     | Iveco         | Eurocargo 75 E 16    | Magirus            | 2010        | ---                                                           |
| Florian Freiburg 1/59-2 | Gerätewagen 2                     | Mercedes-Benz | Sprinter 311 CDI     | Maise              | 2004        | ---                                                           |
| Florian Freiburg 1/65-1 | Wechselladerfahrzeug              | MAN           | TGS 26.440 6x2       | S-Tech             | 2014        | ---                                                           |
| Kater Freiburg 1/65     | Wechselladerfahrzeug              | MAN           | TGS 26.440 6x2-4 BL  | F&B / Palfinger    | 2015        | Landesbeschaffung                                             |
| Florian Freiburg 1/65-2 | Wechselladerfahrzeug mit Kran     | MAN           | TGS 26.400 6x4       | S-Tech / Palfinger | 2010        | ---                                                           |
| Florian Freiburg 1/65-3 | Wechselladerfahrzeug              | Mercedes-Benz | 1831                 | Atlas              | 1995        | ---                                                           |
| Florian Freiburg 1/71   | Feuerwehrkran                     | Liebherr      | LTM 1070 4.2         | Liebherr           | 2013        | ---                                                           |
| Florian Freiburg 1/74   | Gerätewagen Transport             | Mercedes-Benz | Atego 918            | Hensel             | 2008        | ---                                                           |
| Florian Freiburg 1/91   | CBRN Erkundungskraftwagen         | Fiat          | Ducato               | Mosolf             | 2002        | Bundesbeschaffung                                             |
| ---                     | Abrollcontainer Atemschutz        | ---           | ---                  | Jerg               | 2011        | ---                                                           |
| ---                     | Abrollcontainer Kran              | ---           | ---                  | Schmitz / Thoma    | 1993 / 2015 | Umbau 2015                                                    |
| ---                     | Abrollcontainer Mulde             | ---           | ---                  | Bruhns             | 1989        | ---                                                           |
| ---                     | Abrollcontainer Rhodia Schaum     | ---           | ---                  | Nau                | 1992        | ---                                                           |
| ---                     | Abrollcontainer Wasserförderung   | ---           | ---                  | Hytrans Systems    | 2010        | Landesbeschaffung                                             |
| ---                     | Abrollcontainer Schiene           | ---           | ---                  | ---                | 2002        | ---                                                           |
| ---                     | Abrollcontainer CSA               | ---           | ---                  | Eigenleistung      | 2014        | ---                                                           |
| ---                     | Abrollbehälter Dekon-V            | ---           | ---                  | ---                | 2011        | Landesbeschaffung                                             |
| ---                     | Abrollbehälter Sand               | ---           | ---                  | ---                | 1989        |                                                               |
| ---                     | Abrollbehälter Schaum             | ---           | ---                  | ---                | 1988        | Umbau 2011                                                    |
| ---                     | Abrollbehälter Rüst               | ---           | ---                  | ---                | 1989        | Umbau 2015                                                    |

* Rufname aktuell nicht geklärt
** Stand 10/2024
| Funkrufname              | FF-Abteilung                | Fahrzeugtyp                                | Hersteller    | Modell            | Ausbauer             | Baujahr     | Bemerkung                                                                            |
| ------------------------ | --------------------------- | ------------------------------------------ | ------------- | ----------------- | -------------------- | ----------- | ------------------------------------------------------------------------------------ |
| Florian Freiburg 01/42   | Abteilung 01 – Oberstadt    | Löschgruppenfahrzeug 10/6                  | Iveco Magirus | 100 E 25          | Magirus              | 2008        | ---                                                                                  |
| Kater Freiburg 01/45     | Abteilung 01 – Oberstadt    | Löschgruppenfahrzeug Katastrophenschutz    | MAN           | TGM 13.250 4x4 BL | Lentner              | 2011        | Bundesbeschaffung                                                                    |
| Florian Freiburg 02/42   | Abteilung 02 – Unterstadt   | Löschgruppenfahrzeug 10                    | MAN           | TGL 12.250 4x2 BB | Thoma-Wiss           | ---         | ---                                                                                  |
| Florian Freiburg 1/44-7  | Abteilung 02 – Unterstadt   | Löschgruppenfahrzeug 16/12                 | Mercedes-Benz | Atego 1325 AF     | Magirus              | 2002        | Ehemaliges Reservefahrzeug der Berufsfeuerwehr Freiburg                              |
| Florian Freiburg 03/23   | Abteilung 03 – Herdern      | Tanklöschfahrzeug 3000                     | MAN           | TGM 13.290 4x4 BL | Walser               | 2019        | ---                                                                                  |
| Florian Freiburg 03/42   | Abteilung 03 – Herdern      | Löschgruppenfahrzeug 10/6                  | Iveco Magirus | 100 E 25          | Magirus              | 2010        | ---                                                                                  |
| Florian Freiburg 04/40   | Abteilung 04 – Zähringen    | Mittleres Löschfahrzeug                    | MAN           | TGL 8.8220 4x2 BB | Thoma-Wiss           | 2016        | ---                                                                                  |
| Florian Freiburg 04/42   | Abteilung 04 – Zähringen    | Löschgruppenfahrzeug 10                    | MAN           | TGL 12.250 4x2 BB | Thoma-Wiss           | 2017        | ---                                                                                  |
| Florian Freiburg 05/33   | Abteilung 05 – Rieselfeld   | Drehleiter mit Korb 23/12                  | Iveco         | ---               | Magirus              | ---         | Ehemaliges Drehleiterfahrzeug der Berufsfeuerwehr Freiburg                           |
| Florian Freiburg 05/42   | Abteilung 05 – Rieselfeld   | Löschgruppenfahrzeug 10                    | MAN           | TGM 15.290 4x2 BL | Wiss                 | 2023        | ---                                                                                  |
| Florian Freiburg 05/44   | Abteilung 05 – Rieselfeld   | Löschgruppenfahrzeug 16/12                 | MAN           | 14.255 LA-LF      | Ziegler              | 2002        | Ehemaliges Löschgruppenfahrzeug der Berufsfeuerwehr Freiburg                         |
| Florian Freiburg 05/23   | Abteilung 05 – Rieselfeld   | Tanklöschfahrzeug 3000                     | MAN           | TGM 13.290 4x4 BL | Thoma-Wiss           | 2018        | ---                                                                                  |
| Florian Freiburg 06/42   | Abteilung 06 – St. Georgen  | Löschgruppenfahrzeug 10/6                  | Iveco Magirus | 100 E 25          | Magirus              | 2010        | ---                                                                                  |
| Florian Freiburg 06/40   | Abteilung 06 – St. Georgen  | Mittleres Löschfahrzeug                    | MAN           | TGL 8.220 4x2 BB  | Wiss                 | 2020        | ---                                                                                  |
| Florian Freiburg 06/74   | Abteilung 06 – St. Georgen  | Gerätewagen Transport                      | Mercedes-Benz | Atego 1329        | Maise                | 2013        | ---                                                                                  |
| Florian Freiburg 07/46   | Abteilung 07 – Wiehre       | Hilfeleistungslöschfahrzeug 20             | MAN           | LE 14.255         | Magirus              | 2003        | Ehemaliges LF 16/12 der Berufsfeuerwehr Freiburg                                     |
| Florian Freiburg 07/52   | Abteilung 07 – Wiehre       | Rüstwagen 2                                | Mercedes-Benz | 1234 AF           | Ziegler              | 1998        | Ehemaliger Rüstwagen der Berufsfeuerwehr                                             |
| Florian Freiburg 07/74   | Abteilung 07 – Wiehre       | Gerätewagen Transport                      | MAN           | TGM 15.290 4×2 BL | Junghanns            | 2018        | ---                                                                                  |
| Florian Freiburg 08/42-1 | Abteilung 08 – Stühlinger   | Löschgruppenfahrzeug 10                    | MAN           | TGL 12.250 4x2 BB | Thoma-Wiss           | 2017        | ---                                                                                  |
| Florian Freiburg 08/42-2 | Abteilung 08 – Stühlinger   | Löschgruppenfahrzeug 10                    | MAN           | TGM 15.290 4x2 BL | Wiss                 | 2023        |                                                                                      |
| Florian Freiburg 09/21   | Abteilung 09 – Lehen        | Tanklöschfahrzeug 16/24 Trupp              | Mercedes-Benz | 917 AF            | Ziegler              | 1994        | Ehemaliges Tanklöschfahrzeug der Freiwilligen Feuerwehr Freiburg Herdern (Abt. 04)   |
| Florian Freiburg 09/40   | Abteilung 09 – Lehen        | Mittleres Löschfahrzeug                    | MAN           | TGL 8.220 4x2 BB  | Wiss                 | 2020        | ---                                                                                  |
| Florian Freiburg 10/42   | Abteilung 10 – Opfingen     | Löschgruppenfahrzeug 8/6                   | Mercedes-Benz | Atego 918 AFE     | Magirus              | 2002        | ---                                                                                  |
| Kater Freiburg 10/45     | Abteilung 10 – Opfingen     | Löschgruppenfahrzeug Katastrophenschutz    | MAN           | TGM 13.250 4x4 BL | Lentner              | 2011        | Bundesbeschaffung                                                                    |
| Florian Freiburg 10/74   | Abteilung 10 – Opfingen     | Gerätewagen Transport                      | MAN           | ---               | ---                  | ---         | ---                                                                                  |
| Florian Freiburg 11/40   | Abteilung 11 – Waltershofen | Mittleres Löschfahrzeug                    | MAN           | TGL 10.250        | Wiss                 | 2021        | ---                                                                                  |
| Florian Freiburg 11/42   | Abteilung 11 – Waltershofen | Löschgruppenfahrzeug 10                    | MAN           | ---               | Thoma-Wiss           | 2017        | ---                                                                                  |
| Florian Freiburg 12/44   | Abteilung 12 – Tiengen      | Löschgruppenfahrzeug 16/12                 | Mercedes-Benz | 1224 AF           | Ziegler              | 1995        | seit 2002 im Dienst der Freiwilligen Feuerwehr Freiburg Tiengen (Abt. 12)            |
| Florian Freiburg 12/40   | Abteilung 12 – Tiengen      | Mittleres Löschfahrzeug                    | MAN           | TGL 8.220 4x2 BB  | Thoma-Wiss           | ---         | ---                                                                                  |
| Florian Freiburg 13/23   | Abteilung 13 – Munzingen    | Tanklöschfahrzeug 3000                     | MAN           | TGM 13.290 4X4 BL | Wiss                 | 2022        | ---                                                                                  |
| Florian Freiburg 13/42   | Abteilung 13 – Munzingen    | Löschgruppenfahrzeug 10/6                  | Mercedes-Benz | Atego             | Rosenbauer           | ---         | ---                                                                                  |
| Florian Freiburg 14/44   | Abteilung 14 – Hochdorf     | Löschgruppenfahrzeug 16/12                 | MAN           | 14.255 LA-LF      | Magirus              | 2003        | Reserve LF Berufsfeuerwehr                                                           |
| Florian Freiburg 14/43   | Abteilung 14 – Hochdorf     | Hilfeleistungslöschgruppenfahrzeug 10/6    | Iveco Magirus | FF 140 E 25       | Magirus              | 2010        | ---                                                                                  |
| Florian Freiburg 14/42   | Abteilung 14 – Hochdorf     | Löschgruppenfahrzeug 8/6                   | Iveco Magirus | FF 95 E 18 W      | Magirus              | 2001        | ---                                                                                  |
| Florian Freiburg 14/65   | Abteilung 14 – Hochdorf     | Wechselladerfahrzeug                       | MAN           | TGS 26.400 6×4    | ---                  | 2010        | Fahrzeug der Berufsfeuerwehr Freiburg, wird durch die Kräfte der FF Freiburg besetzt |
| Florian Freiburg 15/23   | Abteilung 15 – Ebnet        | Tanklöschfahrzeug 3000                     | MAN           | TGM 13.290 4X4 BL | Wiss                 | 2022        | ---                                                                                  |
| Florian Freiburg 15/42   | Abteilung 15 – Ebnet        | Löschgruppenfahrzeug 10/6                  | Iveco         | 100 E 25          | Magirus              | 2009        | ---                                                                                  |
| Florian Freiburg 16/40   | Abteilung 16 – Kappel       | Mittleres Löschfahrzeug                    | MAN           | TGM               | Wiss                 | 20xx        | ---                                                                                  |
| Florian Freiburg 16/42   | Abteilung 16 – Kappel       | Löschgruppenfahrzeug 8/6                   | Iveco         | FF 95 E 18 W      | Magirus              | 2001        | ---                                                                                  |
| Florian Freiburg 1/12    | Abteilung 17 – Führung      | Einsatzleitwagen 2                         | Mercedes-Benz | Atego 1324 L      | Binz                 | 2010        | Fahrzeug der Berufsfeuerwehr Freiburg, wird durch die Kräfte der FF Freiburg besetzt |
| Florian Freiburg 17/59   | Abteilung 17 – Führung      | Gerätewagen Hygiene                        | MAN           | TGM               | Iturri               | 2021        |                                                                                      |
| Florian Freiburg 18/40   | Abteilung 18 – ABC-Zug      | Mittleres Löschfahrzeug                    | MAN           | TGL 8.180         | Ziegler              | 2009        | ---                                                                                  |
| Florian Freiburg 18/93   | Abteilung 18 – ABC-Zug      | Dekontaminationslastkraftwagen P           | MAN           | 10.163 LAEC       | Empl                 | 1999        | Bundesbeschaffung                                                                    |
| ---                      | Abteilung 18 – ABC-Zug      | Abrollcontainer Dekontamination Verletzter | ---           | ---               | Ewers                | ---         | Landesbeschaffung                                                                    |
| ---                      | Abteilung 18 – ABC-Zug      | Abrollcontainer Chemieschutzanzug          | ---           | ---               | Schmitz / Eigenumbau | 1991 / 2013 | Umbau 2013                                                                           |

** Stand 10/2024